# Next Generation Firewall
Next Generation Firewall (NGFW) é um novo conceito de firewall, que vem com recursos adicionais quando comparado com o modelo tradicional, como, por exemplo, iptables e pfsense.

## NGFWversus firewalltradicional
Diferentemente de um modelo tradicional de firewall que somente faz controle de IP de origem, IP de destino, porta de origem, porta de destino e flags, um Next Generation Firewall vai além, com análises mais profundas no pacote que é trafegado por ele. Alguns exemplos práticos são:
- Em um NGFW,[3][4] é possível analisar se um download que está sendo feito contém algum tipo de ameaça, como um ransomware ou outro malware qualquer, conhecido (que já tenha uma assinatura) ou desconhecido (zero day). Nesse último, a análise é feita através de uma sandbox local ou na nuvem, sendo extremamente importante possuir técnicas antievasivas;
- Em uma outra situação, o NGFW agrega função de IPS, ou seja, agrega funções que enxergam dentro dos pacotes de rede se existe alguém mal intencionado tentando explorar vulnerabilidades em algum serviço que rode na sua infraestrutura, por exemplo, Apache, RDP, Oracle, Tomcat, JBoss, SSH, Nginx, SQL Server e muitos outros;
- Outra funcionalidade extremamente importante é a de URL Filtering, onde é possível controlar o acesso a milhares de sites não desejados, com base nas políticas da empresa; e evitar incidentes de segurança, uso indevido dos recursos de rede da empresa (uso de torrents e streaming, por exemplo) e outras situações não desejadas;
- Prevenção contra vazamento de dados (DLP) sensíveis ao negócio.

Em resumo, as features básicas são:
- VPN e conectividade de dispositivos móveis;
- Identidade e consciência do computador;
- Filtragem de URL;
- Controle de aplicativos;
- Prevenção contra invasões e ameaças;
- Prevenção de perda de dados;
- Inspeção SSL.

Indo um pouco mais além na parte técnica, esse tipo de firewall consegue chegar com sua inspeção na camada 7 do modelo OSI.

## Evolução dos NGFWs
As ameaças modernas, como ataques de malware baseados na web, ataques direcionados, ataques de camada de aplicativos e mais tiveram um efeito significativamente negativo na paisagem da ameaça. Na verdade, mais de 80% de todas as novas tentativas de malware e intrusão estão explorando pontos fracos em aplicativos, ao invés de pontos fracos em componentes e serviços de rede.
Os firewalls stateful com recursos de filtragem de pacotes simples eram o bloqueio eficiente de aplicativos indesejados, já que a maioria das aplicações atendiam as expectativas do protocolo de porta. Os administradores podiam impedir prontamente que um aplicativo inseguro seja acessado pelos usuários ao bloquear as portas e protocolos associados.
A proteção baseada em portas, protocolos e endereços IP não é mais confiável e viável. Isso levou ao desenvolvimento de uma abordagem de segurança baseada em Identidade, que leva as organizações a um passo à frente dos dispositivos de segurança convencionais que vinculam a segurança aos endereços IP.
NGFWs oferecem aos administradores uma maior conscientização e controle sobre aplicações individuais, juntamente com capacidades de inspeção mais profundas pelo firewall. Os administradores podem criar regras muito mais amplas de "liberação/bloqueio" para controlar o uso de sites e aplicativos na rede.

## Segurança baseada em contexto
Os sistemas de segurança baseados em contexto são projetados com "inteligência" incorporada para usar informações situacionais - identidade, localização, tempo, dispositivo, função comercial, etc. - para tomar decisões de segurança mais efetivas. Eles são bem adaptados aos ambientes móveis e à nuvem de hoje, pois podem responder de forma mais inteligente e rápida a situações inesperadas. Ao entender o contexto de uma solicitação do usuário, o sistema de segurança ou o firewall podem ajustar a resposta de segurança e controlar como a informação é entregue ao usuário, simplificando bastante um mundo computacional cada vez mais complexo.